# Persone di nome Juan/Politici
| Questa pagina contiene informazioni ricavate automaticamente dalle voci biografiche con l'ausilio del template Bio e di un bot. L'aggiornamento è periodico e automatico e ricostruisce completamente la pagina. Se manca una persona in questa lista, sei pregato di non aggiungerla, ma accertati piuttosto che la sua voce biografica contenga il template Bio e che i dati anagrafici siano correttamente compilati. Se il template Bio manca, inseriscilo tu stesso o, in alternativa, metti l'avviso {{tmp\|Bio}} che ne segnala la mancanza. Se i dati riportati sono sbagliati, correggi direttamente la voce biografica; le modifiche saranno visibili in questa lista entro pochi giorni. Per chiarimenti vedi il progetto antroponimi. La lista contiene solo le 79 persone che sono citate nell'enciclopedia e per le quali è stato implementato correttamente il template Bio. Pagina aggiornata al 6 ago 2025. |

Questa è una lista di persone presenti nell'enciclopedia che hanno il nome Juan e sono politici.

## A(5)
- Juan Bautista Alberdi, politico, diplomatico e scrittore argentino (San Miguel de Tucumán, n. 1810 - Neuilly-sur-Seine, † 1884)
- Juan Almeida Bosque, politico, compositore e rivoluzionario cubano (L'Avana, n. 1927 - L'Avana, † 2009)
- Juan José de Amézaga, politico uruguaiano (Montevideo, n. 1861 - Montevideo, † 1956)
- Juan José Arévalo, politico guatemalteco (Taxisco, n. 1904 - Città del Guatemala, † 1990)
- Juan Bautista Aznar-Cabañas, politico e ammiraglio spagnolo (Cadice, n. 1860 - Madrid, † 1933)

## B(6)
- Juan Ramón Balcarce, politico e militare argentino (Buenos Aires, n. 1773 - Concepción del Uruguay, † 1836)
- Juan Barranco Gallardo, politico spagnolo (Santiago de Calatrava, n. 1947)
- Juan Bautista Gill, politico paraguaiano (Asunción, n. 1840 - Villarrica, † 1877)
- Juan María Bordaberry, politico uruguaiano (Montevideo, n. 1928 - Montevideo, † 2011)
- Juan Bosch, politico, scrittore e saggista dominicano (Concepción de la Vega, n. 1909 - Santo Domingo, † 2001)
- Johnny Briceño, politico beliziano (Orange Walk Town, n. 1960)

## C(5)
- Juan Campisteguy, politico uruguaiano (Montevideo, n. 1859 - Montevideo, † 1937)
- Juan José Carrillo, politico statunitense (n. 1842 - Los Angeles, † 1916)
- Juan Bautista Ceballos, politico messicano (Durango, n. 1811 - Parigi, † 1859)
- Juan Ciscomani, politico statunitense (Hermosillo, n. 1982)
- Juan Lindolfo Cuestas, politico uruguaiano (Paysandú, n. 1837 - Parigi, † 1905)

## D(8)
- Juan Pablo Duarte, politico dominicano (Ciudad Colonial, n. 1813 - Caracas, † 1876)
- Juan O'Donojú, politico e militare spagnolo (Siviglia, n. 1762 - Città del Messico, † 1821)
- Juan de Dios Martínez, politico ecuadoriano (n. 1875 - † 1955)
- Juan de Escobedo, politico spagnolo (Colindres, n. 1530 - Madrid, † 1578)
- Juan de Lanuza y Perellós, politico, giurista e nobile spagnolo († 1591)
- Juan Gregorio de Las Heras, politico e militare argentino (Buenos Aires, n. 1780 - Santiago del Cile, † 1866)
- Juan José de Lezica, politico spagnolo (Buenos Aires, n. 1747 - Luján, † 1811)
- Juan José de Vértiz y Salcedo, politico spagnolo (Mérida, n. 1718 - Madrid, † 1798)

## F(6)
- Juan Crisóstomo Falcón, politico venezuelano (Hato Tabe, n. 1820 - Fort-de-France, † 1870)
- Próspero Fernández Oreamuno, politico costaricano (San José, n. 1834 - Atenas, † 1885)
- Juan Fernández de Velasco, politico e diplomatico spagnolo (Madrid, † 1613)
- Antonio Flores Jijón, politico ecuadoriano (Quito, n. 1833 - Ginevra, † 1915)
- Juan José Flores, politico venezuelano (Puerto Cabello, n. 1799 - Isola Puná, † 1864)
- Juan Miguel Zubiri, politico e imprenditore filippino (Makati, n. 1968)

## G(7)
- Juan Bautista Gaona, politico paraguaiano (Asunción, n. 1845 - Asunción, † 1932)
- Juan Francisco Giró, politico uruguaiano (Montevideo, n. 1791 - Montevideo, † 1863)
- Juan Silvano Godoy, politico, scrittore e storico paraguaiano (Asunción, n. 1850 - Asunción, † 1926)
- Juan Gualberto González, politico paraguaiano (Asunción, n. 1851 - Asunción, † 1912)
- Juan Natalicio González Paredes, politico paraguaiano (Villarrica, n. 1897 - † 1966)
- Juan Guaidó, politico venezuelano (La Guaira, n. 1983)
- Juan José Guerra Abud, politico messicano (Toluca, n. 1952)

## H(1)
- Juan Orlando Hernández, politico honduregno (Gracias, n. 1968)

## I(3)
- Juan José Ibarretxe, politico e economista spagnolo (Llodio, n. 1957)
- Juan Idiarte Borda, politico uruguaiano (Mercedes, n. 1844 - Montevideo, † 1897)
- Juan Antonio Iribarren, politico cileno (Vicuña, n. 1885 - Santiago del Cile, † 1968)

## J(1)
- Juan B. Justo, politico, medico e giornalista argentino (Buenos Aires, n. 1865 - † 1928)

## L(3)
- Juan Antonio Lavalleja, politico uruguaiano (Minas, n. 1784 - Montevideo, † 1853)
- Esteban Lazo, politico cubano (Jovellanos, n. 1944)
- Juan Fernando López Aguilar, politico spagnolo (Las Palmas de Gran Canaria, n. 1961)

## M(6)
- Juan Manzur, politico e chirurgo argentino (San Miguel de Tucumán, n. 1969)
- Juan José Medina, politico paraguaiano
- Juan Esteban Montero Rodríguez, politico cileno (Santiago del Cile, n. 1879 - Santiago del Cile, † 1948)
- Juan Mora Fernández, politico costaricano (San José, n. 1784 - San José, † 1854)
- Juan Rafael Mora Porras, politico costaricano (San José, n. 1814 - Puntarenas, † 1860)
- Juan N. Méndez, politico messicano (Tetela de Ocampo, n. 1820 - Città del Messico, † 1894)

## N(2)
- Juan Carlos Navarro, politico panamense (Panama, n. 1961)
- Juan Negrín, politico spagnolo (Las Palmas, n. 1892 - Parigi, † 1956)

## P(6)
- Juan Ponce Enrile, politico filippino (Gonzaga, n. 1924)
- Juan Peréda Asbun, politico e generale boliviano (La Paz, n. 1931 - Santa Cruz de la Sierra, † 2012)
- Juan Antonio Pezet, politico peruviano (Lima, n. 1809 - Chorrillos, † 1879)
- Juan Pistarini, politico e generale argentino (Victorica, n. 1882 - Buenos Aires, † 1956)
- Juan Federico Ponce Vaides, politico guatemalteco (Città del Guatemala, n. 1889 - Città del Guatemala, † 1956)
- Juan Posadas, politico argentino (Argentina, n. 1912 - Roma, † 1981)

## Q(1)
- Juan Bautista Quirós Segura, politico costaricano (n. 1853 - † 1934)

## R(1)
- Juan Pablo Rojas Paúl, politico venezuelano (Caracas, n. 1826 - Caracas, † 1905)

## S(6)
- Juan Bautista Sacasa, politico nicaraguense (León, n. 1874 - Los Angeles, † 1946)
- Juan Manuel Sánchez Gordillo, politico e sindacalista spagnolo (Marinaleda, n. 1952)
- Juan Luis Sanfuentes, politico cileno (Santiago del Cile, n. 1858 - Talca, † 1930)
- Juan Manuel Santos, politico, giornalista e economista colombiano (Bogotà, n. 1951)
- Juan Sarabia, politico, giornalista e rivoluzionario messicano (San Luis Potosí, n. 1882 - † 1920)
- Juan Schiaretti, politico argentino (Córdoba, n. 1949)

## T(1)
- Juan Crisóstomo Torrico, politico peruviano (Lima, n. 1808 - Parigi, † 1875)

## V(7)
- Juan Gabriel Valdés, politico cileno (Santiago del Cile, n. 1947)
- Juan Carlos Varela, politico panamense (Panama, n. 1963)
- Juan Vargas, politico statunitense (National City, n. 1961)
- Juan de Vega, politico e ambasciatore spagnolo (n. 1507 - † 1558)
- Juan José Viamonte, politico e militare argentino (Buenos Aires, n. 1774 - Montevideo, † 1843)
- Juan Francisco de Vidal, politico peruviano (Supe, n. 1800 - Lima, † 1863)
- Hipólito Vieytes, politico argentino (Buenos Aires, n. 1762 - Buenos Aires, † 1815)

## W(1)
- Juan Carlos Wasmosy, politico paraguaiano (Asunción, n. 1938)

## Á(3)
- Juan Álvarez Mendizábal, politico e economista spagnolo (Chiclana de la Frontera, n. 1790 - Madrid, † 1853)
- Juan Álvarez de Lorenzana, politico e pubblicista spagnolo (Oviedo, n. 1818 - Madrid, † 1883)
- Jacobo Arbenz Guzmán, politico e militare guatemalteco (Quetzaltenango, n. 1913 - Città del Messico, † 1971)